# Giovanni Antonucci
Giovanni Antonucci (Roma, 7 settembre 1941) è uno storico, critico teatrale e drammaturgo italiano.

## Biografia
È stato allievo di Giovanni Macchia e Giacomo Debenedetti, con i quali si è laureato all'Università La Sapienza di Roma nel 1965 con il massimo dei voti con la tesi: Il teatro futurista di Filippo Tommaso Marinetti.
Già docente di Storia del Teatro e dello Spettacolo alla Facoltà di Magistero di Roma, è stato anche docente di Storia del Teatro alla Link Academy dell'Università di Malta in Roma. Relatore in decine di convegni scientifici in Italia e all'estero (Francia, Belgio, Portogallo, Norvegia, ecc.), ha svolto seminari in varie università italiane.
La sua produzione scientifica è vasta e si estende dal teatro greco e latino alla drammaturgia e alla scena del XX e XXI secolo.
Ha scritto l'introduzione a Tutto il teatro di Honoré de Balzac. Per la sua attività di storico del teatro ha vinto i due principali premi dell'Italia: il Silvio D'Amico nel 1975 e il Lucio Ridenti nel 1996.Il Premio Ridenti gli è stato assegnato nella stessa occasione in cui sono stati premiati Vanessa Redgrave e Dario Fo, con la seguente motivazione: "La vastità degli interessi si accompagna,nel suo lavoro critico e saggistico, alla completezza scientifica della documentazione e alla passione per la ricerca; e tutta la sua opera poggia su una scrittura viva, moderna, di una grande efficacia comunicativa." Attivo da trent'anni all'Enciclopedia Italiana, ha scritto voci teatrali e televisive (ma anche cinematografiche) per l'Enciclopedia Treccani, il Dizionario Enciclopedico, l'Enciclopedia Dantesca, l'Enciclopedia Virgiliana.
È stato responsabile della sezione teatrale della Piccola Treccani. Ha diretto la collana di saggistica L'evento teatrale e ora dirige la collana Paralleli. Critico e saggista militante ha collaborato a molti periodici culturali (Il Settimanale, Studium, Il Veltro, Cultura e Scuola, Il Dramma, Sipario, Hystrio, Primafila, Teatro contemporaneo e cinema).
Dal 1989 al 1994 è stato critico teatrale de Il Tempo.
Dal 1995 al 2010 è stato critico teatrale e d'arte figurativa de " Il Giornale".
È membro delle giurie di alcuni premi teatrali: Premio Flaiano, Vallecorsi, Premio Diego Fabbri, Calendoli, Teatro Totale, Lago Gerundo, Ugo Betti (Presidente), Premio Ombra della Sera di Volterra  (Presidente).
È autore di una dozzina di testi originali, rappresentati con successo sui palcoscenici italiani, oltre che traduttore e adattatore di testi classici e moderni (Euripide, Aristofane, Terenzio, Shakespeare, Goldoni, Manzoni, George Bernard Shaw, Sauvajon, Roussin etc.). La finzione della vita ha vinto nel 1996 il prestigioso Premio Vallecorsi.i
È stato regista di Pigmalione, della Serata Betti, di numerose edizioni della sua Serata futurista, oltre che di novità della più recente drammaturgia italiana.
Producer RAI di oltre un centinaio di programmi televisivi nel campo del teatro di prosa, oltre che della fiction. È stato curatore su RaiUno nel 1988-1989 di " Il libro, un amico", il programma di libri più visto della storia della TV (media di oltre tre milioni, punte di 4 milioni di telespettatori). È stato direttore artistico del Teatro Stabile Privato al Massimo di Palermo.
È stato membro della Commissione Consultiva per il Teatro del Ministero dei Beni e delle Attività Culturali.

## Opere
Autore
- Lo spettacolo futurista in Italia (Roma, Studium, 1974)
- Cronache del teatro futurista (Roma, Abete, 1975)
- La regia teatrale in Italia e altri scritti (Roma, Abete, 1978)
- Eduardo De Filippo (Firenze, Le Monnier, 1980, 4ª ed. 1990)
- Storia del teatro italiano del Novecento (Roma, Studium, 1986, 4ª ed. 2002)
- Storia della critica teatrale (Roma, Studium, 1990)
- Storia del teatro italiano (Roma, Newton Compton, 1995)
- Storia del teatro del Novecento (Roma, Newton Compton, 1996)
- Storia del teatro antico (Roma, Newton Compton, 1997)
- Prix Italia 1948-1998. La radio e la televisione del mondo. (Roma, ERI, 1998)
- L'età dell'oro del teatro (Roma, Studium, 1999)
- Storia del teatro futurista (Roma, Studium, 2005)
- Storia del teatro greco e latino (Roma, Studium, 2008)
- Storia del teatro contemporaneo (Roma, Studium, 2008)
- Lo spettatore non addormentato. Quarant'anni di spettacoli in Italia e nel mondo (Roma, Studium, 2011)
- Io, Ettore Petrolini (Roma, Lozzi, 2012)
- Storia del teatro italiano contemporaneo (Roma, Studium, 2012),
- Da Manet a Warhol (Roma, Edizioni Studio 12, 2013)
- Guide to the plays of Eduardo de Filippo in Italian Playwrights from the Twentieth Century (Usa, 2013)
- Marinetti scrittore del futuro in Marinetti 70 (Roma, Armando, 2014)
- Io, Trilussa. Dalla poesia al café-chantant (Roma, Lozzi, 2016).
- Bolle di sapone (Roma, Pagine, 2017)
- Grandi e piccole verità a uso quotidiano (Roma, Universitalia, 2020)
- Vizi (molti), virtù (poche) con introduzione di Rocco Familiari (Universitalia, 2022).
- Memorie e incontri. Una vita dentro lo spettacolo con prefazione di Rocco Familiari, (Editoria & Spettacolo, 2023)

Curatore
- I capolavori di Carlo Goldoni (5 voll., Roma, Newton Compton, 1992, 2ª ed. 1999)
- Tutto il teatro di Henrik Ibsen (4 voll., Roma, Newton Compton, 1993)
- Tutto il teatro di Salvatore Di Giacomo (Roma, Newton Compton, 1991, 2ª ed. 1996)
- Il teatro. Facezie, autobiografie, memorie di Ettore Petrolini (2 voll., Roma, Newton Compton, 1993)
- Le opere di Gabriele D'Annunzio (11 voll., Roma, Newton Compton, 1995, in collaborazione con Gianni Oliva)
- I capolavori di Henrik Ibsen (Roma, Newton Compton, 2003, 3ª ed. 2016)
- Tutti i romanzi, novelle, poesie, teatro di D'Annunzio (Roma, Newton Compton, 2011)
- Processo a Gesù di Diego Fabbri
- Corruzione al Palazzo di Giustizia di Ugo Betti
- La figlia di Iorio di D'Annunzio
- La locandiera e Gli innamorati di Goldoni
- Le quindici gioie del matrimonio dell'autore medioevale Gilles Bellemère.

Saggi in volumi collettanei
- Solzenicyn e la censura sovietica in AA.VV., Cultura e censura, Firenze, ed. Annali di Eumeswil , 2016
- Il mito nel teatro di D'Annunzio in AA.VV., Mito e teatro, Palermo,  Saladino editore, 2016
- Diario notturno 60 anni: l'attualità del classico, in AA.VV.,  Ennio Flaiano: il Diario notturno sessant'anni dopo,  Pescara , ed. Associazione Culturale Ennio Flaiano, 2016.

## Riconoscimenti
- Premio Hystrio 1996 - Saggistica